# Wilhelm Nölling
Wilhelm Nölling, född 17 november 1933 i Wemlighausen, död 21 november 2019 i Hamburg, var en tysk ekonom.
Wilhelm Nölling var känd som medlem av SPD, euro-kritiker och forskare. Han var starkt präglad av den lutherska tron och var som ung aktiv i KFUM. Han började studera vid universitetet i Hamburg, fortsatte därefter utbildningen på forskarnivå i University of California i Berkeley. Från 1969 till mitten av 70-talet var han folkvald till förbundsdagen och som "Finanzsenator". Från 1982 till 1992 var Nölling ordförande för centralbanken i Hamburg och en av medlemmarna i centralrådet för Deutsche Bundesbank - Riksbanken. 1995 blev han utnämnd till professor. Han har varit gift sedan 1958 och har tre barn och bodde utanför Hamburg. 
Wilhelm Nölling har skrivit många artiklar och böcker, av vilka de flesta inte är översatta till svenska.